# Handtspiegel
Der Handtspiegel (VD16 P 2294) ist eine im Jahr 1511 im Zuge des Streites um das Verbrennen jüdischer Bücher erschienene und von Johannes Pfefferkorn verfasste Schrift. Pfefferkorn richtete sich darin gegen die Juden und gegen seine Gegner auf christlicher Seite, vor allem gegen Johannes Reuchlin, der sich mit seinem Augenspiegel gegen Pfefferkorn positionierte.
Hauptziel dieser Schrift war es, Johannes Reuchlins positives Gutachten über den Talmud zu widerlegen, dessen Argumente Pfefferkorn in den ersten Kapiteln Wort für Wort abarbeitete. Er warf Reuchlin vor, seine Linie nicht klar verfolgt zu haben, und forderte von ihm eine klare Stellungnahme, gegebenenfalls sogar eine Entschuldigung für seine Irrtümer.
Außerdem kritisierte er, dass Reuchlin zugab, den Talmud niemals gelesen zu haben, sich aber dennoch erdreiste, über dessen Inhalt etwas zu sagen. Auch antijüdische Vorurteile, wie z. B. Hostienschändung, waren darin enthalten.
Im zweiten Teil versuchte Pfefferkorn die Entstehungsgeschichte des Talmud darzustellen, der einst gut gewesen, nun aber völlig von den Juden verfälscht worden sei.

## Ausgaben
- Johann Pfefferkorn: Handt Spiegel : Johannis Pfefferkorn, wider und gegen die Jüden, und judischen thalmudischen Schrifftenn so, sie uber das cristenlich Regiment, singen und lesen welche pillich Gotslesterer, Ketzer und Aberglauber, des alten newen, und des naturlichen Gesetzen gezelt, geheissen, verthümbt und abgethan, werden mögen. Johann Schöffer, Mainz 1511 (Universitätsbibliothek Basel, Signatur: UBH Aleph E VIII 41:6).
- Johann Pfefferkorn: Handt-Spiegel wider die Juden, und Jüdischen Thalmudischen Schrifften. Johann Schöffer, Mainz 1512 (Bayerische Staatsbibliothek, Signatur: Res/4 Polem. 2328 o#Beibd.1).
- Johann Pfefferkorn: HAndt Spiegel.|| Johannis Pfefferkorn/ wider vnd gegẽ die Jüden/ vnd || Judischen Thalmudischen schrifftenn So/ sie vber das || Cristenlich Regimẽt/ singen vñ lesen Welche pillich Gots||lesterer/ ketzer vnd aberglauber/ des altẽ Newen/ vnd des || Naturlichen gesetzen gezelt/ geheissen/ verthümbt vñ ab=||gethan/ werden m#[oe]gen ... ||. Johann Schöffer, Mainz 1512 (Staatsbibliothek Bamberg, Signatur: .23 D 20#3).